# Thomas Ransley
Thomas Matthew Ransley –conocido como Tom Ransley– (Ashford, 6 de septiembre de 1985) es un deportista británico que compitió en remo.
Participó en dos Juegos Olímpicos de Verano, obteniendo dos medallas, bronce en Londres 2012 y oro en Río de Janeiro 2016, en la prueba de ocho con timonel.
Ganó seis medallas en el Campeonato Mundial de Remo entre los años 2010 y 2018, y dos medallas en el Campeonato Europeo de Remo, en los años 2015 y 2016.

## Palmarés internacional
| Juegos Olímpicos   | Juegos Olímpicos          | Juegos Olímpicos  | Juegos Olímpicos   |
| Año                | Lugar                     | Medalla           | Prueba             |
| ------------------ | ------------------------- | ----------------- | ------------------ |
| 2012               | Londres (Reino Unido)     | Medalla de bronce | Ocho con timonel   |
| 2016               | Río de Janeiro (Brasil)   | Medalla de oro    | Ocho con timonel   |
| Campeonato Mundial |                           |                   |                    |
| Año                | Lugar                     | Medalla           | Prueba             |
| 2010               | Cambridge (Nueva Zelanda) | Medalla de plata  | Ocho con timonel   |
| 2011               | Bled (Eslovenia)          | Medalla de plata  | Ocho con timonel   |
| 2013               | Chungju (Corea del Sur)   | Medalla de oro    | Ocho con timonel   |
| 2014               | Ámsterdam (Países Bajos)  | Medalla de oro    | Ocho con timonel   |
| 2015               | Aiguebelette (Francia)    | Medalla de bronce | Cuatro sin timonel |
| 2018               | Plovdiv (Bulgaria)        | Medalla de bronce | Ocho con timonel   |
| Campeonato Europeo |                           |                   |                    |
| Año                | Lugar                     | Medalla           | Prueba             |
| 2015               | Poznań (Polonia)          | Medalla de oro    | Cuatro sin timonel |
| 2016               | Brandeburgo (Alemania)    | Medalla de bronce | Ocho con timonel   |